# Lonicera mexicana
Lonicera mexicana är en kaprifolväxtart som först beskrevs av Carl Sigismund Kunth, och fick sitt nu gällande namn av Alfred Rehder. Lonicera mexicana ingår i släktet tryar, och familjen kaprifolväxter. Inga underarter finns listade i Catalogue of Life.